# The Addams Family: Pugsley's Scavenger Hunt
The Addams Family: Pugsley's Scavenger Hunt är ett datorspel som släpptes av Ocean 1993. Det var baserat på den andra animerade serien om Familjen Addams.